# سیارک ۶۲۵۰۳
سیارک ۶۲۵۰۳ (به انگلیسی: 62503 Tomcave، نامگذاری:2000SL233) شصت و دو هزار و پانصد و سومین سیارک کشف شده‌است که در ۳۰ سپتامبر ۲۰۰۰ کشف شد.